# Haus für Mozart
Haus für Mozart (Casa per Mozart) è un teatro in Austria. È uno dei locali del Festival di Salisburgo nella città di Salisburgo. Dal 1925 è stato la prima sede del festival ed era originariamente conosciuto come Festspielhaus. Con l'apertura del Großes Festspielhaus nel 1960 fu ribattezzato Kleines Festspielhaus e nel 2006 ha assunto il nome attuale. In particolare qui vengono allestite opere e concerti.

## Storia
Trasformando le ex scuderie in un palcoscenico per le commedie del mistero, fu creata la prima sede del Festival di Salisburgo e nel 1925 fu inaugurata con l'opera teatrale di Hugo von Hofmannsthal Das Salzburger große Welttheater diretto da Max Reinhardt. Dopo la prima stagione fu ricostruito sotto la direzione di Clemens Holzmeister. Dopo l'annessione tedesca dell'Austria, fu ricostruito nuovamente da Benno von Arent e dopo la seconda guerra mondiale seguì un'ulteriore ricostruzione ad opera degli architetti salisburghesi Hans Hofmann ed Erich Engels.
Per l'anno mozartiano 2006, i politici locali guidati dal Landeshauptmann Franz Schausberger hanno raggiunto un accordo finanziario con la Repubblica d'Austria per costruire la Haus für Mozart. L'architetto Wilhelm Holzbauer, studioso di Clemens Holzmeister e il lussemburghese François Valentiny ricostruirono la Kleines Festspielhaus e crearono la nuova Haus für Mozart. I tre ingressi sono stati progettati dall'artista Josef Zenzmaier, il Golden Wall nel foyer è stato realizzato dall'artista tedesco Michael Hammers.
All'inaugurazione andò in scena Le nozze di Figaro per la regia di Nikolaus Harnoncourt.
Oggi la Haus für Mozart può ospitare 1.580 persone. Ci sono 1.495 posti a sedere e 85 posti in piedi

## Galleria d'immagini

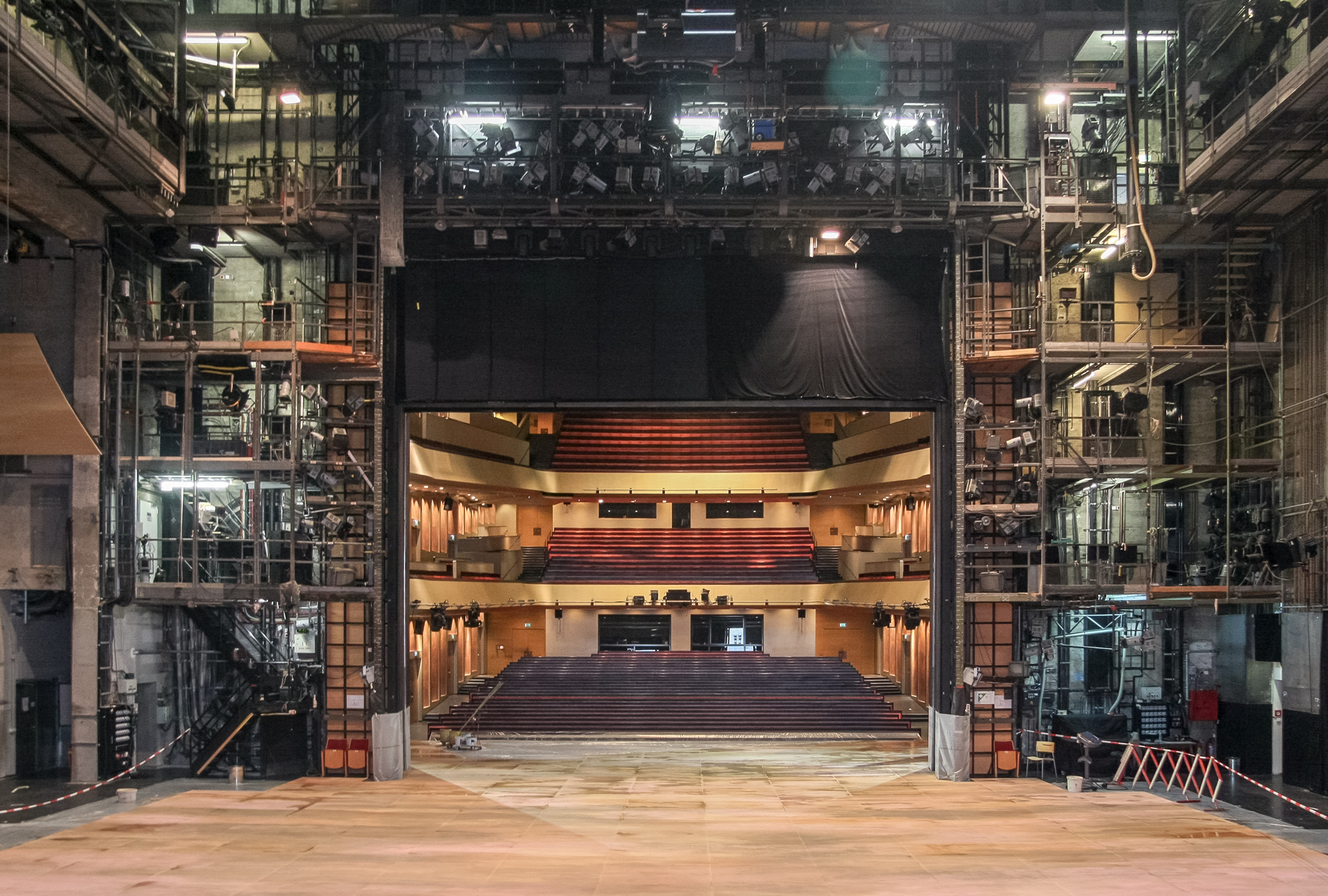
Il palcoscenico
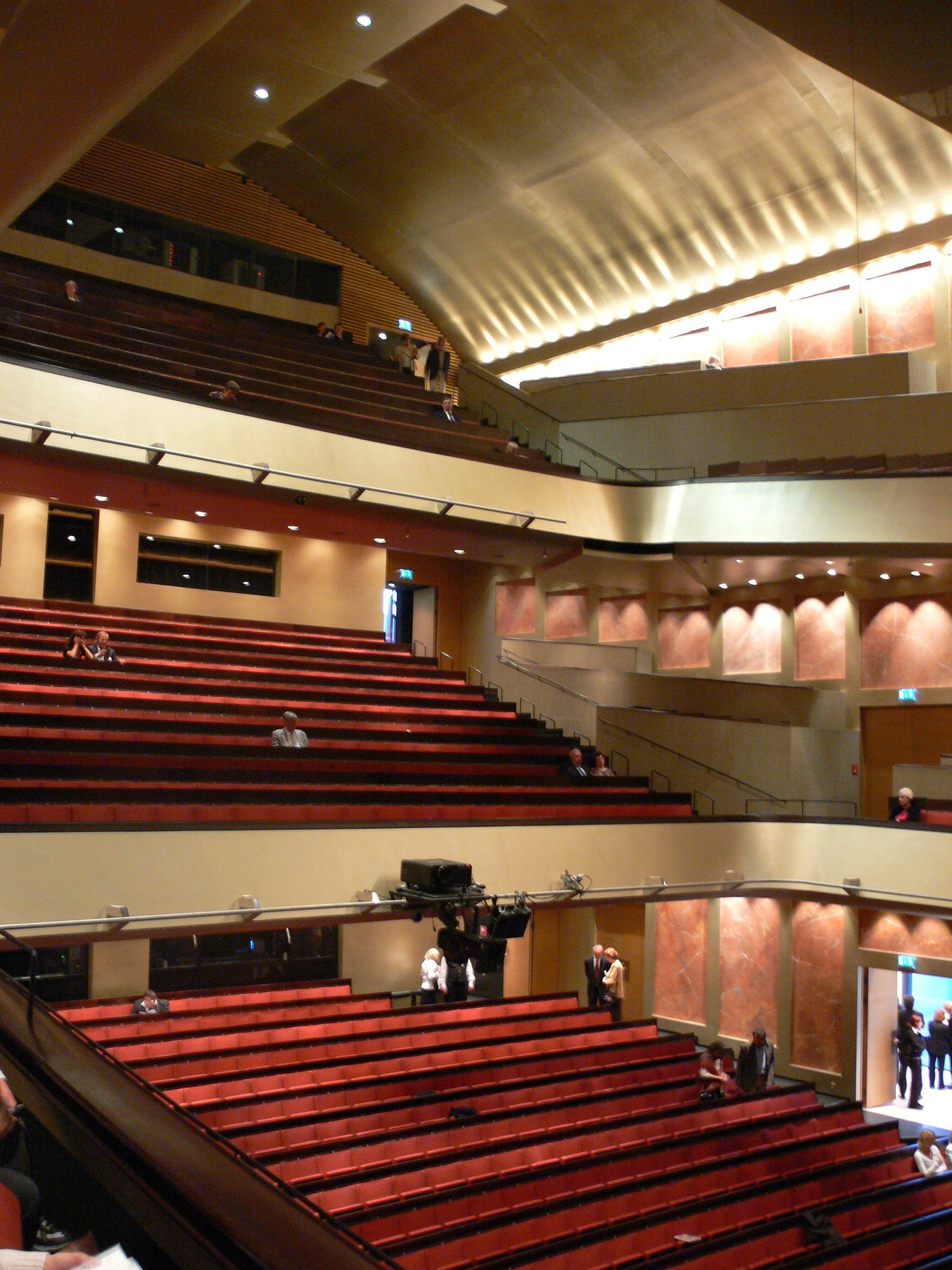
L'auditorium
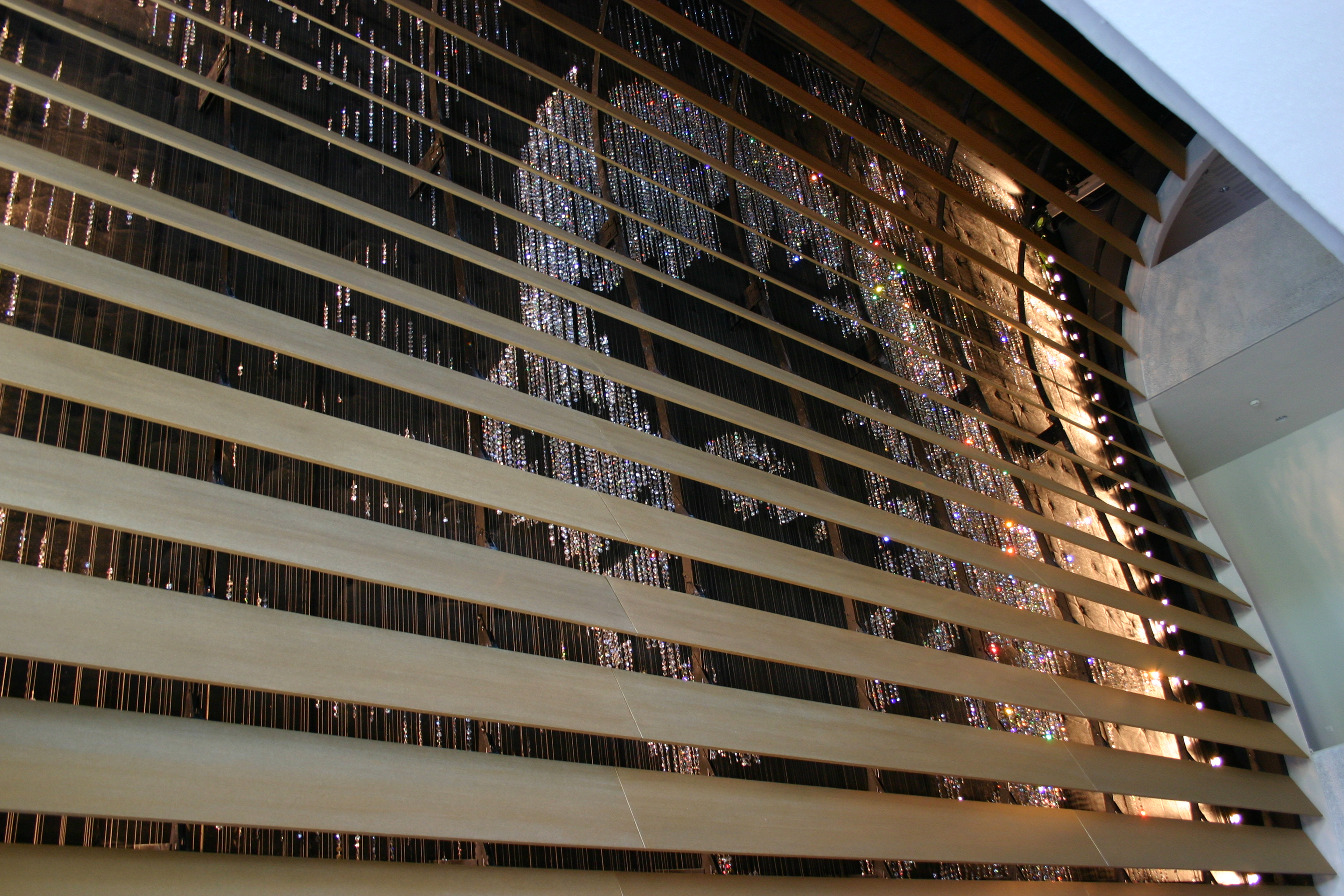
Il Muro dorato
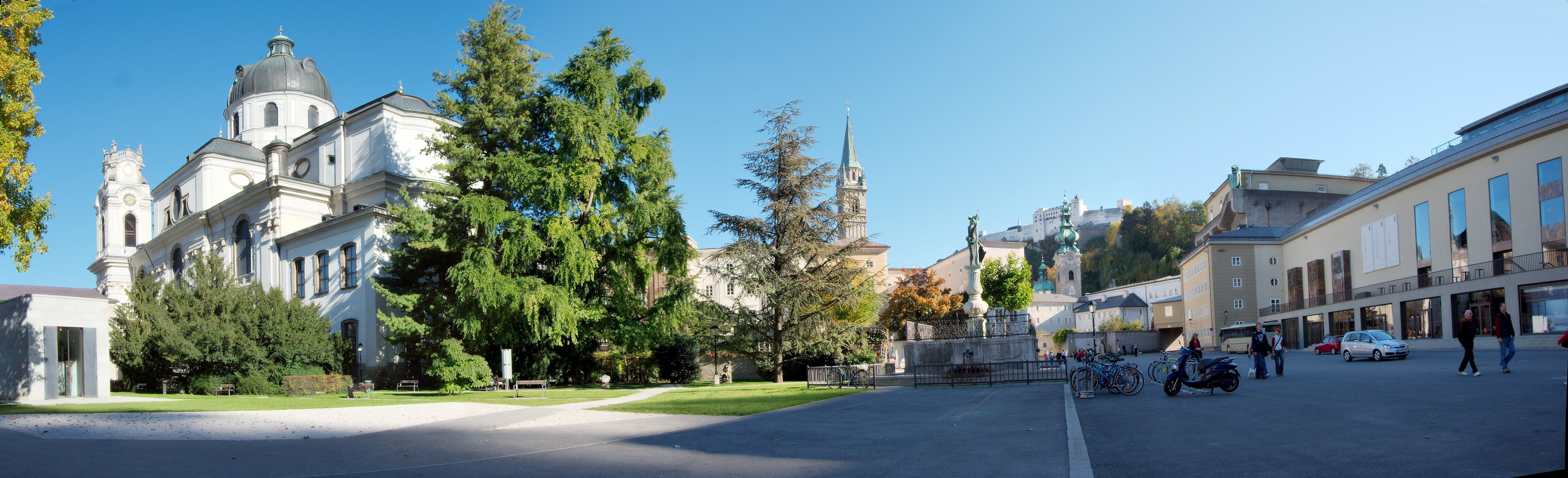
Kollegienkirche e House für Mozart

## Cultura generale
La facciata è stata utilizzata come hotel di lusso Nouveau Rothschild nel film d'azione Innocenti bugie con Cameron Diaz e Tom Cruise.